# 锡兹 (安省)
锡兹（法語：Cize，法語發音：[siz]）是法国东部安省的一个市镇，属于布雷斯地区布尔格区。

## 地理
锡兹（46°12'15"N, 5°26'44"E）面积4.52 平方千米，位于法国奥弗涅-罗讷-阿尔卑斯大区安省，该省份为法国东部省份，北起汝拉省，西北接索恩-卢瓦尔省，西接罗讷省和里昂大都会，南至伊泽尔省，东与萨瓦省、上萨瓦省和瑞士接壤。
与锡兹接壤的市镇（或旧市镇、城区）包括：博洛宗、科尔韦西亚、大科朗、欧特库尔-罗马内什。

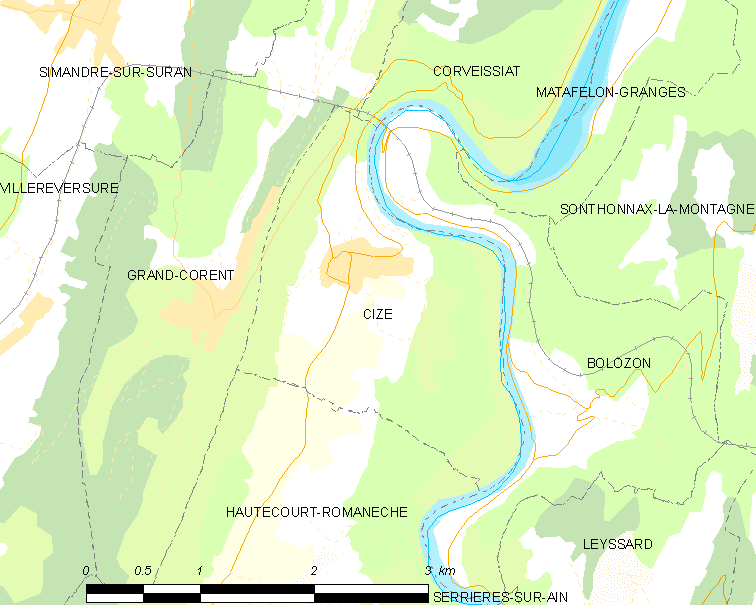
的OSM定位图

锡兹的时区为UTC+01:00、UTC+02:00（夏令时）。

## 行政
锡兹的邮政编码为01250，INSEE市镇编码为01106。

## 政治
锡兹所属的省级选区为圣艾蒂安迪布瓦县。

## 人口

1962-2008年间人口变化图示

锡兹于2022年1月1日时的人口数量为175人。